# Still Standing (Monica)
Still Standing è il sesto album discografico in studio della cantante statunitense Monica, pubblicato nel 2010. 

## Tracce
1. Still Standing (featuring Ludacris) – 4:14
2. One in a Lifetime – 4:31
3. Stay or Go – 3:40
4. Everything to Me – 3:17
5. If You Were My Man – 3:26
6. Mirror – 4:17
7. Here I Am – 3:43
8. Superman – 4:32
9. Love All Over Me – 3:50
10. Believing in Me – 4:00